# XMMS
X Multimedia System (XMMS) este un program liber pentru redat fișiere multimedia similar cu Winamp, rulează sub sisteme de operare de tip unix.

## Istoric
XMMS a fost scris sub numele de X11Amp de Peter and Mikael Alm în noiembrie 1997, datorită "unei lipse de programe bune necesare redării formatului mp3 pentru linux". Programul a fost realizat în așa fel încât să semene cu Winamp (prima variantă a celebrului program fiind realizată în acel an în luna mai). Deși varianta initială nu permitea accesul la codul sursă, acum XMMS este distribuit sub licență GNU.
În 10 iunie 1999, 4Front Technologies se decide să sponsorizeze dezvoltarea X11Amp proiectul fiind redenumit în XMMS  - numele fiind acronimul pentru X MultiMedia System, înțelesul acestui nume fiind "X11 MultiMedia System" sau "X Window MultiMedia System"; prin X înțelegându-se portabilitatea programului pe alte sisteme de operare.

## Caracteristici
XMMS permite redarea următoarelor formate audio și video:
- CD audio, cu posibilitatea de accesa CDDB, prin căutarea în FreeDB ;
- formatele suportate de biblioteca libmikmod (inclusiv fișiere cu extensia .XM, .MOD, IT) ;
- fișiere în format MPEG 1, 2 și 3 (inclusiv mp3) folosind bilioteca mpg123;
- fluxuri de streaming de tipul Icecast și SHOUTcast ;
- Vorbis ;
- WAV ;
- Wavpack
- speex - compresie vocală de înalta calitate
- FLAC cu ajutorul unui plugin - biblioteca FLAC ;
- AAC prin biblioteca faad2
- WMA - cu ajutorul unui plugin